# Araxi Arzrunowna Arutjunjan-Sarjan

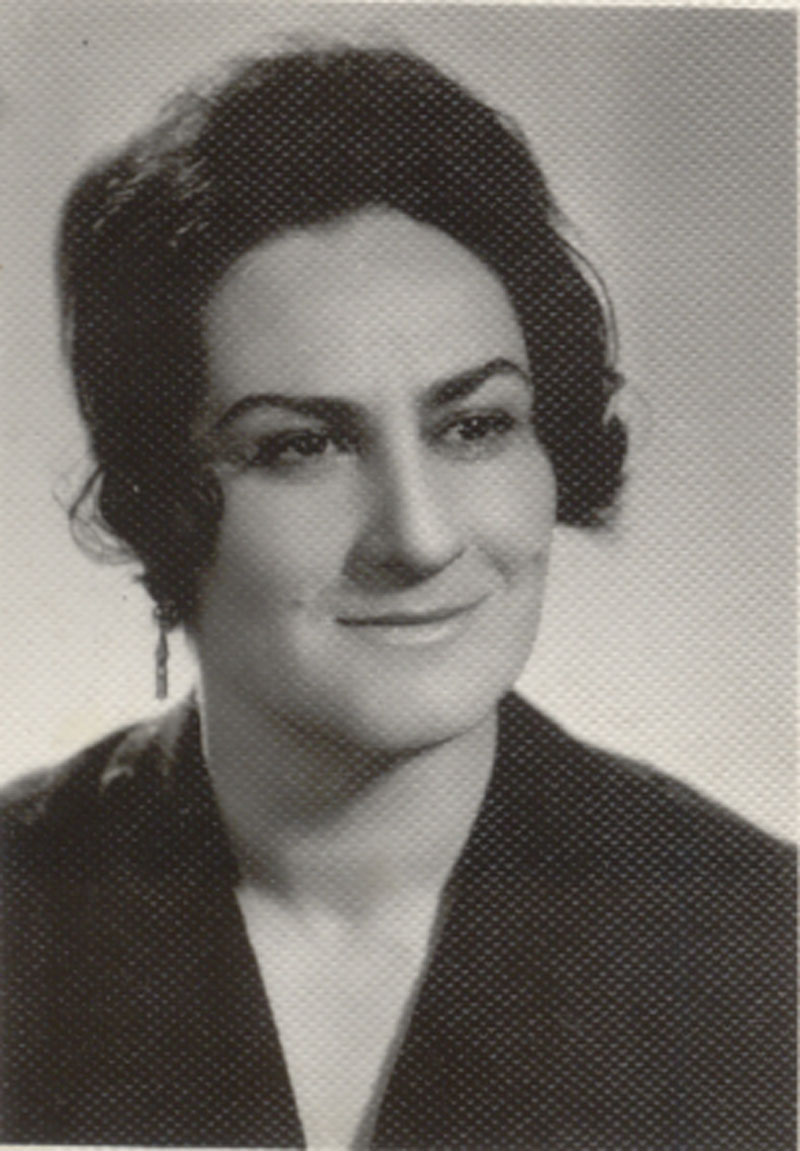
Araksi Sarian

Araxi Arzrunowna Sarjan (verheiratete Araxi Arzrunowna Arutjunjan; armenisch Արաքսի Արծրունու Սարյան (Հարությունյան) russisch Аракси Арцруновна Сарьян (Арутюнян); geb. 17. August 1937 in Leninakan, Armenische SSR, Sowjetunion; gest. 26. September 2013 in Jerewan, Armenien) war eine armenisch-sowjetische Musikwissenschaftlerin.

## Biografie
Araxi Sarjans Vater Arzuruna Arutjunjan (1910–1994) war Künstler und Direktor des Dramatischen Theaters Leninakan. Ihre Mutter Sofia Akopjan (1911–2003) war Lehrerin. Ihr Onkel Warasdat Arutjunjan (1909–2008) war Architekturhistoriker, Mitglied der Armenischen Akademie der Wissenschaften und Verdienter Künstler der Armenischen SSR. Araxi Sarjans Ehemann Lasar Sarjan (1920–1998) war Komponist, Lehrer und Volkskünstler der Sowjetunion. Ihre erste gemeinsame Tochter Sarjan Lusik Lasarewna (1969–1991) war Pianistin; ihre zweite Tochter Sarjan Sofia Lasarewna (geb. 1971) ist Hauptkuratorin des Martiros Sarjan-Museums.

## Werdegang
Araxi Sarjan besuchte die Mittelschule Alexander Puschkin Leninakan, die sie mit einer Medaille abschloss. Danach ging sie an die Musikhochschule Kara-Mursa, das sie mit einem Diplom mit Auszeichnung verließ.
Ab 1955 studierte Araxi Sarjan an der Staatlichen Medizinischen Institut Jerewan. Sie schloss das erste Jahr mit ausgezeichneten Noten ab, wechselte jedoch im zweiten Studienjahr an die Geschichtstheoretische Fakultät des Staatlichen Konservatoriums Jerewan.
Nach Abschluss des Konservatoriums wurde sie 1962 Doktorandin bei Robert Atajan am Institut für Archäologie und Ethnografie der Armenischen Nationalen Akademie der Wissenschaften. Ab 1965 arbeitete Araksi Sarajan im selben Institut als Juniorwissenschaftlerin. 1969 verteidigte sie ihre Dissertation mit dem Thema „Armenische städtische Volkslieder (19. - 20. Jahrhundert)“ und wurde Kandidatin der Wissenschaften.
Während sie noch am Konservatorium studierte, unterrichtete sie bereits Musikliteratur an den Musikschulen Dikran Tschuchadschjan und Pjotr Tschaikowski und arbeitete als Musikredakteurin beim staatlichen Rundfunkkomitee.
Araxi Sarjan war eine der ersten Dozenten der Schülerphilharmonie.
Sie nahm aktiv an vielen Veranstaltungen der populärwissenschaftlichen Gesellschaft „Wissen“ teil.
Von 1968 bis zu ihrem Lebensende unterrichtete Araxi Sarjan am Staatlichen Konservatorium Jerewan. Sie gab Kurse für Musikgeschichte. Ab 1995 leitete sie die Fakultät für Musikgeschichte.
Ab 1966 war sie Mitglied des Komponistenbundes Armeniens und Vorsitzende der Sektion Musikwissenschaft. Ab 2004 war Araksi Sarjan Vorsitzende der Kommission für die Vergabe von staatlichen Musikpreisen der Republik Armenien.
2008 erhielt sie den Ehrentitel Verdiente Künstlerin, 2011 die Medaille der Nationalversammlung.

## Werke
Araksi Sarjan forschte, gab Monografien heraus, schrieb Bücher und war Herausgeberin und Übersetzerin. Sie nahm an Konferenzen teil und hielt Eröffnungsreden bei Konzerten. Sie gestaltete Radio- und Fernsehprogramme und schrieb Artikel und Rezensionen für Zeitungen und Zeitschriften.
- «Армянское городское народное песнетворчество (19 — 20 в.в.)» («Հայ քաղաքային ժողովրդական երգարվեստը»). Редактор Р. Атаян. «Этнография и фольклор», 4-й том (стр. 85 — 174). Ереван, изд. АН Арм ССР, 1973
- «Медея Абрамян» (в соавторстве с А. Барсамян) («Մեդեա Աբրահամյան»). Ред. З. Тер-Казарян, Ереван, изд. «Арчеш» , 2000
- «Сирвард Гараманук. Жизнь, осмысленная музыкой» («Սիրվարդ Գարամանուկ: Երաժշտությամբ իմաստավորված կյանք»). Ред. Г. Бахчинян. Ереван, изд. Музея литературы и искусства, 2007
- «Татул Алтунян и армянская песня и танец» («Թաթուլ Ալթունյանը և հայ երգն ու պարը»). Ред. А. Енокян. Ереван, изд. «Комитас», 2008
- «Левон Мамиконян. Музыка, сопровождающая жизнь» («Լևոն Մամիկոնյան: Երժշտությունը` կյանքի ուղեկից») . Ред. А. Енокян. Ереван, изд. «Комитас», 2010
- «Самсон Гаспарян. Музыковед и деятель» («Սամսոն Գասպարյան: Երաժշտագետն ու գործիչը»). Ред. М. Ароян, Составитель архивных материалов Ц. Бекарян. Ереван, изд. «Комитас», 2010
- Спецредактор армянского перевода монографии Сергея Яковенко «Волшебная Зара Долуханова». Ереван, изд. «Амроц Груп», 2009